# مردی از ماه (فیلم ۲۰۱۲)
مردی از ماه (آلمانی: Der Mondmann) یک انیمیشن بلند فانتزی محصول سال ۲۰۱۲ به کارگردانی استفان شِش است که بر اساس رمانی به همین نام نوشتهٔ تومی اونگرر در سال ۱۹۶۶ ساخته شده است.

## بازخورد
این فیلم در وبگاه بازبینی جمعی راتن تومیتوز، بر اساس ۲۲ نقد، امتیاز ۸۶٪ را کسب کرده است. نظر منتقدان این است: «ریتم کند و عمدی فیلم شاید در ابتدا چندان خوشایند نباشد، اما سبک انیمیت مسحورکننده و ظرافت‌های هنجارشکنانهٔ مردی از ماه، آن را به اثری متفاوت و دلپذیر تبدیل می‌کند».